# 帥氣可愛宣言！
《帥氣可愛宣言！》（日语：カッコカワイイ宣言!）是地獄三澤創作的日本漫畫作品。連載於漫画雜誌《Jump Square》（集英社），從2010年2月号連載至2014年4月號。改編動畫於2010年11月5日至11月26日播放。
本作是一話完結型的搞笑漫畫。

## 登場角色
花緒
本作的主角。有少許失敗，但是據說擁有在世界爭論第1、2名暴力的美貌。
美紀
2年B組的女學生。與小顏一樣有少許失敗。
鳥
本作的第2大主角。
熊

書道家（しょどうか）
與クレープ喜歡可愛的女子。
蒼夜薫（あおや かおる）

神高地隆介（かみこうち りゅうすけ）
沒有工作的男性。戴眼鏡，披上披風。
樹木

火之馬（ひのうま）

前輩

後輩

加奈子（かなこ）

真理

婦人1（おくさま1）

婦人2（おくさま2）

婦人3（おくさま3）

てっぺー

## 動畫
動畫於2010年11月5日至11月26日以四話限定在東京電視台系『』内播放。

### 製作人員
- 監督 - 萬久
- 音響監督 - 藤原啟治
- 音響制作 - AIR AGENCY
- 錄音studio - 樂音舍
- 制作 - Gathering
- 製作 - 集英社

### 配音員
- 花緒 - 日笠陽子
- 美紀 - 清水彩香
- 蒼夜薫 - 谷山紀章
- 前輩 - 藤原啓治
- 後輩/婦人A - 矢島晶子
- 婦人B - 近藤孝行
- 旁白/婦人C - 小堀友里繪

#### 法語講座
- 教授 - Uhlhorn Gauthier
- 旁白 - 日笠陽子

## 單行本
| 卷數 | 集英社        | 集英社                 | 青文出版社   | 青文出版社             |
| 卷數 | 初版發售日期  | ISBN                   | 初版發售日期 | ISBN                   |
| ---- | ------------- | ---------------------- | ------------ | ---------------------- |
| 1    | 2010年10月4日 | ISBN 978-4-08-870139-4 | 2014年8月1日 | ISBN 978-986-356-081-4 |
| 2    | 2011年7月4日  | ISBN 978-4-08-870265-0 |              |                        |
| 3    | 2012年2月3日  | ISBN 978-4-08-870381-7 |              |                        |
| 4    | 2012年12月4日 | ISBN 978-4-08-870560-6 |              |                        |
| 5    | 2014年4月4日  | ISBN 978-4-08-870689-4 |              |                        |

## 外部連結
- Jump Square［帥氣可愛宣言！］（日語）
- 『帥氣可愛宣言！』 集英社Voice Comic Station-VOMIC-（日語）
- 動畫「帥氣可愛宣言」官方網站 （页面存档备份，存于）（日語）
- 短大畢業的OL（帥氣可愛宣傳）的X（前Twitter）（日語）